# Jan Korzeniec
Jan Kazimierz Korzeniec (ur. 8 września 1944 w Katowicach, zm. 26 listopada 2020 w Świętochłowicach) – polski inżynier, menedżer i polityk, w 2001 wicewojewoda śląski, od 2002 do 2005 wiceprezydent Świętochłowic.

## Życiorys
Syn Maksymiliana i Joanny. W 1969 ukończył studia z zakresu mechaniki na Politechnice Śląskiej. Podyplomowo ukończył również studium zarządzania i organizacji na Akademii Górniczo-Hutniczej (1979) i zarządzanie przedsiębiorstwem w warunkach gospodarki rynkowej w Katowickiej Szkole Menedżerów (1991). Został także absolwentem szkoleń z restrukturyzacji przemysłu stalowego, wydobywczego i energetycznego w Holandii i Francji, a także szkolenia dla zarządów spółek uczestniczących w prywatyzacji.
Od 1969 do 1984 pracował w Hucie Ferrum w Katowicach, następnie do 1990 prowadził indywidualną działalność gospodarczą. W latach 1990–1999 powrócił do Huty Ferrum jako dyrektor naczelny, a od 1995 także jako prezes zarządu. Następnie od czerwca do listopada 1999 był doradcą zarządu Walcowni Rur Jedność w Siemianowicach Śląskich, a od lutego do kwietnia 2000 pozostawał dyrektorem ds. technicznych w Hucie Będzin. W Walcowni Rur Jedność ponownie pracował jako prezes zarządu od marca do listopada 2000. 18 grudnia 2000 został doradcą wojewody śląskiego Wilibarda Winklera. W 1999 wstąpił do Ruchu Społecznego Akcja Wyborcza Solidarność.
8 stycznia 2001 powołany na stanowisko pierwszego wicewojewody śląskiego, zakończył pełnienie funkcji w tym samym roku. Od 2002 do 2005 był wiceprezydentem Świętochłowic, związał się także z Partią Centrum. Zasiadł w radzie nadzorczej Towarzystwa Finansowego Silesia, a w 2007 został wiceprezesem jego zarządu.

## Działalność społeczna
Działał także społecznie: od 1981 należał do Klubu Inteligencji Katolickiej w Katowicach, w 1999 zasiadł w radzie społecznej Szpitala Geriatycznego w Katowicach. Znalazł się także w gronie założycieli Fundacji „Pamięć i Pomoc” im. dr. Edmunda Gryglewicza oraz Stowarzyszenia „Dla Dobra Mieszkańców”.